# 귀공자
귀공자(영어: The Childe)는 2023년에 개봉한 대한민국의 액션 영화이다. 박훈정이 감독과 각본을 맡았다.

## 출연
- 김선호 : 귀공자 역
- 강태주 : 마르코 역 - 전직 복싱선수
- 김강우 : 한인철 역
- 고아라 : 윤주 역
- 이기영
- 강애심 : 마르코 어머니 역
- 최정우 : 한 회장 역
- 권혁현 : 경호원 역
- 허준석 : 강원석 변호사 역
- 정라엘 : 한가영 역 - 한 이사 이복동생
- 저스틴 하비
- 서명찬 : 주치의 역
- 이규원 : 조직 1 역

## 수상 목록
- 2023년 제32회 부일영화상 신인남자연기상 (김선호)
- 2023년 제44회 청룡영화상 청정원 인기스타상 (김선호)
- 2023년 제59회 대종상시상식. 신인남자연기상. (김선호)